# Remo nos Jogos Olímpicos de Verão de 2012 - Skiff duplo leve feminino
As competições de remo nos Jogos Olímpicos de Verão de 2012 na modalidade skiff duplo leve feminino foram disputadas entre os dias 29 de julho e 4 de agosto no Lago Dorney em Londres.

## Medalhistas
|  | GBR Grã-Bretanha                  |  | CHN China                |  | GRE Grécia                              |
|  | Katherine Copeland Sophie Hosking |  | Dongxiang Xu Wenyi Huang |  | Christina Giazitzidou Alexandra Tsiavou |

## Resultados
- Regras de qualificação: 1-2->S, 5..->R

### Eliminatórias

#### Eliminatória 1
| Pos. | Atletas                             | Equipe            | Tempo   | Notas |
| ---- | ----------------------------------- | ----------------- | ------- | ----- |
| 1    | Sophie Hosking Katherine Copeland   | GBR Grã-Bretanha  | 6:56.96 | Q     |
| 2    | Anne Lolk Thomsen Juliane Rasmussen | DEN Dinamarca     | 6:59.94 | Q     |
| 3    | Louise Ayling Julia Edward          | NZL Nova Zelândia | 7:02.78 | R     |
| 4    | Yaima Velázquez Yoslaine Dominguez  | CUB Cuba          | 7:12.99 | R     |
| 5    | Maria Rohner Milka Kraljev          | ARG Argentina     | 7:33.37 | R     |
| 6    | Sara Mohamed Baraka Fatma Rashed    | EGY Egito         | 7:45.23 | R     |

#### Eliminatória 2
| Pos. | Atletas                                 | Equipe             | Tempo   | Notas |
| ---- | --------------------------------------- | ------------------ | ------- | ----- |
| 1    | Christina Giazitzidou Alexandra Tsiavou | GRE Grécia         | 7:03.66 | Q     |
| 2    | Bronwen Watson Hannah Every-Hall        | AUS Austrália      | 7:05.30 | Q     |
| 3    | Kristin Hedstrom Julie Nichols          | USA Estados Unidos | 7:08.46 | R     |
| 4    | Rianne Sigmond Maaike Head              | NED Países Baixos  | 7:10.49 | R     |
| 5    | Lindsay Jennerich Patricia Obee         | CAN Canadá         | 7:10.89 | R     |
| 6    | Luana de Assis Fabiana Beltrame         | BRA Brasil         | 7:34.37 | R     |

#### Eliminatória 3
| Pos. | Atletas                       | Equipe            | Tempo   | Notas |
| ---- | ----------------------------- | ----------------- | ------- | ----- |
| 1    | Xu Dongxiang Huang Wenyi      | CHN China         | 7:15.57 | Q     |
| 2    | Lena Müller Anja Noske        | GER Alemanha      | 7:19.24 | Q     |
| 3    | Atsumi Fukumoto Akiko Iwamoto | JPN Japão         | 7:30.29 | R     |
| 4    | Kim Myung-Shin Kim Sol-Ji     | KOR Coreia do Sul | 7:31.98 | R     |
| 5    | Pham Thi Hai Pham Thi Thao    | VIE Vietnã        | 7:40.06 | R     |

### Repescagem

#### Repescagem 1
| Pos. | Atletas                          | Equipe            | Tempo   | Notas |
| ---- | -------------------------------- | ----------------- | ------- | ----- |
| 1    | Rianne Sigmond Maaike Head       | NED Países Baixos | 7:19.26 | Q     |
| 2    | Louise Ayling Julia Edward       | NZL Nova Zelândia | 7:19.26 | Q     |
| 3    | Atsumi Fukumoto Akiko Iwamoto    | JPN Japão         | 7:23.79 | Q     |
| 4    | Luana de Assis Fabiana Beltrame  | BRA Brasil        | 7:27.46 |       |
| 5    | Pham Thi Hai Pham Thi Thao       | VIE Vietnã        | 7:37.64 |       |
| 6    | Sara Mohamed Baraka Fatma Rashed | EGY Egito         | 7:54.01 |       |

#### Repescagem 2
| Pos. | Atletas                            | Equipe             | Tempo   | Notas |
| ---- | ---------------------------------- | ------------------ | ------- | ----- |
| 1    | Kristin Hedstrom Julie Nichols     | USA Estados Unidos | 7:13.82 | Q     |
| 2    | Lindsay Jennerich Patricia Obee    | CAN Canadá         | 7:13.82 | Q     |
| 3    | Yaima Velázquez Yoslaine Dominguez | CUB Cuba           | 7:19.33 | Q     |
| 4    | Kim Myung-Shin Kim Sol-Ji          | KOR Coreia do Sul  | 7:27.95 |       |
| 5    | Maria Rohner Milka Kraljev         | ARG Argentina      | 7:40.72 |       |

### Semifinais

#### Semifinal 1
| Pos. | Atletas                                 | Equipe             | Tempo   | Notas |
| ---- | --------------------------------------- | ------------------ | ------- | ----- |
| 1    | Katherine Copeland Sophie Hosking       | GBR Grã-Bretanha   | 7:05.90 | Q     |
| 2    | Christina Giazitzidou Alexandra Tsiavou | GRE Grécia         | 7:09.01 | Q     |
| 3    | Lena Müller Anja Noske                  | GER Alemanha       | 7:10.16 | Q     |
| 4    | Kristin Hedstrom Julie Nichols          | USA Estados Unidos | 7:12.61 |       |
| 5    | Louise Ayling Julia Edward              | NZL Nova Zelândia  | 7:15.06 |       |
| 6    | Yaima Velasquez Yoslaine Dominguez      | CUB Cuba           | 7:21.86 |       |

#### Semifinal 2
| Pos. | Atletas                             | Equipe            | Tempo   | Notas |
| ---- | ----------------------------------- | ----------------- | ------- | ----- |
| 1    | Dongxiang Xu Wenyi Huang            | CHN China         | 7:10.39 | Q     |
| 2    | Anne Lolk Thomsen Juliane Rasmussen | DEN Dinamarca     | 7:10.93 | Q     |
| 3    | Bronwen Watson Hannah Every-Hall    | AUS Austrália     | 7:12.35 | Q     |
| 4    | Lindsay Jennerich Patricia Obee     | CAN Canadá        | 7:14.83 |       |
| 5    | Rianne Sigmond Maaike Head          | NED Países Baixos | 7:19.31 |       |
| 6    | Atsumi Fukumoto Akiko Iwamoto       | JPN Japão         | 7:34.23 |       |

### Finais

#### Final C
| Pos | Atletas                          | Equipe            | Tempo   | Notas |
| --- | -------------------------------- | ----------------- | ------- | ----- |
| 1   | Luana de Assis Fabiana Beltrame  | BRA Brasil        | 7:41.43 |       |
| 2   | Kim Myung-Shin Kim Sol-Ji        | KOR Coreia do Sul | 7:44.03 |       |
| 3   | Maria Rohner Milka Kraljev       | ARG Argentina     | 7:44.62 |       |
| 4   | Pham Thi Hai Pham Thi Thao       | VIE Vietnã        | 7:51.82 |       |
| 5   | Sara Mohamed Baraka Fatma Rashed | EGY Egito         | 8:14.17 |       |

#### Final B
| Pos | Atletas                            | Equipe             | Tempo   | Notas |
| --- | ---------------------------------- | ------------------ | ------- | ----- |
| 1   | Lindsay Jennerich Patricia Obee    | CAN Canadá         | 7:17.24 |       |
| 2   | Rianne Sigmond Maaike Head         | NED Países Baixos  | 7:20.36 |       |
| 3   | Louise Ayling Julia Edward         | NZL Nova Zelândia  | 7:22.78 |       |
| 4   | Yaima Velasquez Yoslaine Dominguez | CUB Cuba           | 7:23.25 |       |
| 5   | Kristin Hedstrom Julie Nichols     | USA Estados Unidos | 7:23.31 |       |
| 6   | Atsumi Fukumoto Akiko Iwamoto      | JPN Japão          | 7:32.12 |       |

#### Final A
| Pos               | Atletas                                 | Equipe           | Tempo   | Notas |
| ----------------- | --------------------------------------- | ---------------- | ------- | ----- |
| Medalha de ouro   | Katherine Copeland Sophie Hosking       | GBR Grã-Bretanha | 7:09.30 |       |
| Medalha de prata  | Dongxiang Xu Wenyi Huang                | CHN China        | 7:11.93 |       |
| Medalha de bronze | Christina Giazitzidou Alexandra Tsiavou | GRE Grécia       | 7:12.09 |       |
| 4                 | Anne Lolk Thomsen Juliane Rasmussen     | DEN Dinamarca    | 7:15.53 |       |
| 5                 | Bronwen Watson Hannah Every-Hall        | AUS Austrália    | 7:20.68 |       |
| 6                 | Lena Müller Anja Noske                  | GER Alemanha     | 7:22.18 |       |

Legenda
| Recorde mundial      | Recorde mundial (World record)               |                       | Recorde africano                      | Recorde africano (African) |                                           | Q | Classificado por posição (Qualified) |
| Recorde olímpico     | Recorde olímpico (Olympic record)            | Recorde da América    | Recorde da América (Americas)         | q                          | Classificado por melhor tempo (Qualified) |   |                                      |
| Melhor marca do ano  | Melhor marca do ano (World leading)          | Recorde asiático      | Recorde asiático (Asian)              | DNS                        | Não largou (Did not start)                |   |                                      |
| Recorde nacional     | Recorde nacional (National record)           | Recorde europeu       | Recorde europeu (European)            | DNF                        | Não terminou (Did not finish)             |   |                                      |
| Recorde pessoal      | Recorde pessoal do atleta (Personal best)    | Recorde da Oceania    | Recorde da Oceania (Oceania)          | DSQ / DQ                   | Desclassificado (Disqualified)            |   |                                      |
| Recorde da temporada | Recorde da temporada do atleta (Season best) | Recorde sul-americano | Recorde sul-americano (South America) | NM                         | Sem marca (No mark)                       |   |                                      |

### Remo
| S | Classificado(a) para as semifinais |    |                        | FA | Final A (disputa de medalhas) |  |  | FD | Final D (sem medalhas) |
| Q | Classificado(a) para as quartas    | FB | Final B (sem medalhas) | FE | Final E (sem medalhas)        |  |  |    |                        |
| R | Classificado(a) para a repescagem  | FC | Final C (sem medalhas) | FF | Final F (sem medalhas)        |  |  |    |                        |